# Flughafen Neuquén

i7
i11
i13
Der Flughafen Neuquén (offiziell: Aeropuerto Internacional Presidente Perón) ist ein argentinischer Flughafen nahe der Stadt Neuquén in der Provinz Neuquén. Der Flughafen, auf dem auch größere Flugzeuge wie eine Boeing 757 landen können, ist einer der wichtigsten Patagoniens, insbesondere des Nordens. So wird der Flughafen auch ausgebaut und modernisiert. Mit dem Zug Tren del Valle ist der Flughafen an die Städte Neuquén und Plottier angebunden.
Der Flughafen wurde nach dem ehemaligen argentinischen Präsidenten Juan Perón benannt.
Der Ejército Argentino, die Landstreitkräfte Argentiniens, nutzen ihn parallel als Militärflugplatz.

## Militärische Nutzung
Die argentinischen Heeresflieger nutzen einen militärischen Bereich. Sie haben hier seit 1986 eine Helikopterstaffel stationiert, die Sección de Aviación de Ejército de Montaña 6, die der VI. Gebirgsjägerbrigade, VI Brigada de Montaña, unterstellt ist.

## Zivile Nutzung

### Fluggesellschaften und Flugziele
| Fluggesellschaft      | Ziele                                                                                    |
| --------------------- | ---------------------------------------------------------------------------------------- |
| Aerolíneas Argentinas | Buenos Aires-Jorge Newbery, Ezeiza, Rosario, Córdoba, Salta, Comodoro Rivadavia, Mendoza |
| JetSmart              | Buenos Aires-Jorge Newbery, Buenos Aires-Ezeiza, Salta                                   |
| Flybondi              | Buenos Aires-Jorge Newbery, Córdoba                                                      |
| Quellen:              |                                                                                          |